# Ruth Mitchellová
Ruth Mitchellová (* 1955, Liverpool) je bývalá sedmičková a patnáctková ragbistka Hong Kongu. V roce 2011 byla World Rugby zvolena jako největší osobnost roku ženského ragby. V roce 2014 byla jmenována do Ragbyové síně slávy Hong Kongu. Byla v řídících orgánech hongkongské ragbyové federace. Podílela se na rozvoji ženského ragby a má podíl na tom, že sedmičkové ragby je olympijský sport.